# Mirko Wolter
Mirko Wolter (* 3. Juni 1976 in Güstrow) ist ein ehemaliger deutscher Speedwayfahrer.

## Karriere
Bereits als zehnjähriger Schüler trainierte er bereits noch zu DDR-Zeiten auf einer 70-ccm-Maschine auf der heimischen Speedwaybahn in Güstrow, ehe er als 13-Jähriger im 1989 noch vor dem Mauerfall im Motodrom Halbemond bei Norden sein erstes offizielles Speedwayrennen in der Speedway-Bundesliga fuhr. Mit einer Tages-B-Lizenz ausgestattet fuhr er gegen Fahrer wie Tom Dunker und André Pollehn. Damals wurde sein Talent erkannt. Er startete 1992 als 16-Jähriger in der internationalen Lizenzklasse.
Wolter wurde 1992 und 1993 Deutscher Juniorenmeister und gewann 1999, 2002 und 2004 die Deutsche Speedwaymeisterschaft. Er gehörte mehrere Jahre zum deutschen Speedway-Nationalteam und war 2004 deren Kapitän.  2004 erreichte er Platz 5 bei der Speedway-Paar-Europameisterschaft. In der britischen Liga startete er für die Sheffield Tigers und für Trelawny. Sein größtes internationales Rennen dürfte der Auftritt als Wildcard-Fahrer beim Speedway-WM Grand Prix von Deutschland am 5. Mai 2001 im Friedrich-Ludwig-Jahn-Sportpark in Berlin gewesen sein, wo Wolter neben Landsmann Robert Barth die deutschen Farben vertrat. Am 16. Oktober 2004 gab Wolter sein Abschiedsrennen in Güstrow.

## Persönliches
Wolter machte nach seiner Schulzeit und obwohl er schon Profirennen in der britischen Liga bestritt, seine Berufsausbildung zum Gas- und Wasserinstallateur zu Ende. Heute widmet sich Wolter seinem Hobby Fußball.

## Erfolge

### Einzel
- Deutscher Speedwaymeister: 1999, 2002, 2004
- Deutscher Juniorenmeister: 1992, 1993
- Speedway-Junioren-WM Finalist: 1994, 1995
- Wildcard-Fahrer beim Speedway-WM Grand Prix Deutschland 2001 in Berlin

### Team
- Speedway-World-Cup Teilnahme: 2002, 2003, 2004
- Speedway-Paar-EM Finale: 5. Platz 2004
- Speedway-Bundesliga: MC Güstrow, MSC Brokstedt
- Britische Liga:
- Sheffield Tigers: 1996–1997
- Trelawny Tigers: 2003